# Mettouh
Mettouh  (in arabo متوح‎?) è un centro abitato e comune rurale del Marocco situato nella provincia di El Jadida, regione di Casablanca-Settat. Conta una popolazione di 25 856 abitanti (censimento 2014).